# Le Breuil (Allier)
 Le Breuil  es una población y comuna francesa, situada en la región de Auvernia, departamento de Allier, en el distrito de Vichy y cantón de Lapalisse.

## Demografía
| 936 | 805 | 680 | 613 | 571 | 553 |
| Para los censos de 1962 a 1999 la población legal corresponde a la población sin duplicidades (Fuente: INSEE [Consultar]) |     |     |     |     |     |